# روي كيلي
روي كيلي هو لاعب هوكي الجليد كندي، ولد في 16 سبتمبر 1925 في كالغاري في كندا، وتوفي في 26 سبتمبر 2015.

## وصلات خارجية
- روي كيلي على موقع EliteProspects.com (الإنجليزية)
- روي كيلي على موقع HockeyDB.com (الإنجليزية)